# 군나르 비에른스트란드

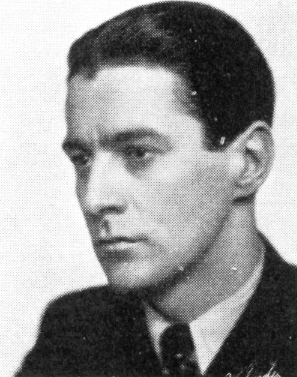

군나르 비에른스트란드(스웨덴어: Gunnar Björnstrand, 1909년 11월 13일 ~ 1986년 5월 26일)는 스웨덴의 배우이다.
스톡홀름에서 나고 죽었다.

## 영화
- 화니와 알렉산더 (1982년)
- 고독한 여심 (1975년)
- 의식 (1969년)
- 걸즈 (1968년)
- 수치 (1968년)
- 페르소나 (1966년) - 보글러 역
- 겨울 빛 (1963년)
- 창문을 통해 어렴풋이 (1961년)
- 악마의 눈 (1960년)
- 마술사 (1958년)
- 제7의 봉인 (1957년) - 옌스 역
- 산딸기 (1957년) - 에발드 역
- 한여름 밤의 미소 (1955년)
- 톱밥과 금속 조각 (1953년)
- 여자들의 꿈 (1952년)
- 음악은 나의 미래 (1948년)
- 사랑에 내리는 비 (1946년)
- 고통 (1944년)